# پرویز ورجاوند
پرویز ورجاوند ناصری (۱۱ اردیبهشت ۱۳۱۳ – ۱۹ خرداد ۱۳۸۶) استاد دانشگاه، باستان‌شناس و از فعالان سیاسی تاریخ معاصر ایران بود.

## تحصیلات
پس از دوره دبستان و دبیرستان و دریافت ششم ریاضی، ورجاوند اقدام به گذراندن دورهٔ عالی نقشه‌برداری در سازمان نقشه‌برداری نمود. سپس ششم ادبی را گرفته و دورهٔ لیسانس باستان‌شناسی و فوق لیسانس علوم اجتماعی را در دانشگاه تهران طی کرده، با گرفتن بورس تحصیلی رهسپار کشور فرانسه شد و دورهٔ انستیتوی انسان‌شناسی را در دانشگاه پاریس و مدرسه عالی لوور گذرانید. او توانست در سال ۱۳۴۲ در رشتهٔ باستان‌شناسی با گرایش معماری ایران در دورهٔ تاریخی از دانشگاه سوربُن فرانسه مدرک دکتری دریافت کند.

## پیشینه آموزشی
- دکتری، ۱۳۴۲، باستان‌شناسی،[۳] دانشگاه سوربن، فرانسه
- دیپلم انستیتوی انسان‌شناسی، دانشگاه پاریس و مدرسه عالی لوور، فرانسه
- کارشناسی ارشد، علوم اجتماعی، دانشگاه تهران، ایران
- کارشناسی، باستان‌شناسی، دانشگاه تهران، ایران

## تدریس در دانشگاه تهران
وی پس از بازگشت از فرانسه در آزمون استادیاری ایران پذیرفته شد اما به دلیل فعالیت سیاسی با استخدام وی مخالفت شد، اما با یاری دکتر سیاسی رئیس پیشین دانشگاه تهران و دکتر صدیقی، صفا و سیحون در دانشگاه تدریس کرد که برای آن حقوقی دریافت نکرد. پس از چندی دکتر ورجاوند در مؤسسه تحقیقات علوم اجتماعی دانشگاه تهران به عنوان رئیس بخش تحقیقات مردم‌شناسی و ایلات و عشایر آغاز به کار کرد و پس از پنج سال توانست با سمت دانشیاری حکم خود را دریافت کند.
دکتر ورجاوند ۱۵ دی ماه ۱۳۶۳ با سمت استادی از دانشگاه تهران بازنشسته شد، با این همه، به فعالیت‌های فرهنگی و علمی خود ادامه داد. هنگام جنگ عراق علیه ایران و تخریب شماری از آثار تاریخی، وی نامه نگاری‌های بسیاری با سران یونسکو و شماری از باستان شناسان غربی انجام داد تا با فشارهای بین‌المللی، دشمنان از حمله به آثار تاریخی خودداری کنند. او جزو مخالفان جدی آبگیری سد سیوند نیز بود. او بر این باور بود که کارهای عمرانی بدون هماهنگی با دستگاه‌های فرهنگی، باعث آسیب‌های فراوان به آثار تاریخی می‌شوند.

## فعالیت‌های سیاسی
وی در پانزده سالگی همزمان با تحصیل وارد عرصهٔ سیاست شد و به حزب ملّت ایران که بر پایهٔ پان‌ایرانیسم شکل گرفته بوده پیوست و به انتشار روزنامهٔ دانش‌آموز همت گماشت.
ورجاوند پس از ان در نهضت مقاومت ملی فعالیت نمود در دوره اقامت در اروپا او ابتدا در کنفدراسیون سپس در جبهه ملی ایران -اروپا فعالیت نمود و از بنیان‌گذاران ان بود. او مدتی نیز مسوول ارگان جبهه ملی ایران -اروپا قبل از دکتر علی شریعتی بود.
دکتر ورجاوند در کابینه مهدی بازرگان کفیل وزارت فرهنگ و هنر بود که بعد وزارت فرهنگ و ارشاد اسلامی نامیده شد.
پس از انقلاب به همراه دکتر مهدی آذر، دکتر مسعود حجازی، حاج قاسم لباسچی، مهدی غضنفری، علی اکبر محمودیان و دکتر سید حسین موسویان عضو هیئت اجرایی جبهه ملی ایران بود. دکتر پرویز ورجاوند در هفته آخر اسفند ۵۹ از هیئت اجرائیه استعفاء داده بود و تا زمان بازداشت در دی‌ماه سال ۶۰ در هیچ‌یک از جلسات حاضر نمی‌شد.
در سال ۱۳۷۲ با فعالیت مجدد جبهه ملی ایران او به همراه ۱۱ نفر به شرح زیر جزء اعضای شورای مرکزی جبهه ملی ایران بودند:
ادیب برومند، دکتر علی اردلان، دکتر سید حسین موسویان، حسین شاه‌حسینی، حسن لباسچی، دکتر مهدی مویدزاده، غلامرضا رحیم، منوچهرملک قاسمی، فرشید افشار، حسن خرمشاهی، اصغر فنی پور.
برای اداره امور جبهه ملی ۲ نفر از اعضای باقی‌مانده هیئت رهبری ادیب برومند و دکتر علی اردلان، ۲ نفر از اعضای هیئت اجرایی دکتر پرویز ورجاوند ناصری و دکتر سید حسین موسویان و ۲ نفر از شورای مرکزی حسین شاه‌حسینی و حسن لباسچی هیئت اجرایی را به صورت مشترک تشکیل دادند.
ورجاوند در سال ۱۳۷۸ به عنوان سخنگوی جبهه ملی و عضو منتخب شورای مرکزی در هیئت اجرایی انتخاب گردید
در سال ۱۳۷۹ و در پی در گذشت دکتر علی اردلان و چند تن دیگر از اعضای شورای مرکزی جبهه ملی اقدام به ترمیم شورای مرکزی نموده و پس از ان دکتر ورجاوند به عضویت در هیئت رهبری جبهه ملی ایران انتخاب می‌گردد
او در پلنوم ۱۳۸۲ معروف به پلنوم اللهیار صالح عضو دو کمیسیون بازنگری در منشور و تدوین بیانیه سیاسی پلنوم شده و از سوی مشترکان نیز به عضویت در شورای مرکزی مجدداً انتخاب می‌گردد. و سپس از شورای اعضای شورای مرکزی به عضویت در هیت رهبری و سخنگویی جبهه ملی ایران منصوب می‌گردد.
دکتر ورجاوند در نوزدهم خرداد ۱۳۸۶ به علت ایست قلبی درگذشت.

## وزارت فرهنگ دولت موقت
ورجاوند در اسفند ۱۳۵۷ برای مدت کوتاهی مسئولیت سرپرستی وزارت فرهنگ و هنر را در دولت مهندس مهدی بازرگان پذیرفت و در همین مدت کوتاه اقدامات خطیری را برای فرهنگ ایران به انجام رساند. با انحلال این وزارت‌خانه، وی مدتی به عنوان قائم‌مقام وزیر فرهنگ و آموزش عالی در امور فرهنگ و هنر فعالیت نمود.

## تاریخچه انتخاباتی
| سال  | انتخابات          | رأی    | ٪   | رتبه  | نتیجه | منبع   |
| ---- | ----------------- | ------ | --- | ----- | ----- | ------ |
| ۱۳۵۸ | مجلس شورای اسلامی | ۲۳٬۱۸۱ | ۱٫۱ | ۱۳۵اُم | شکست  | [ ۱۳ ] |

## کنش‌های فرهنگی
- پایه‌گذاری مرکز برنامه‌ریزی و خدمات آموزش و جهانگردی برای نخستین بار در ایران[۴]
- تلاش برای به ثبت رساندن مجموعه تخت جمشید، میدان نقش جهان و چغازنبیل[۱۱]
- انحلال اداره نگارش وزارت فرهنگ در دوران وزارت که با این کار وی تا مدتی ممیزی و سانسور از بین رفت[۱۴]
- جلوگیری از تخریب تخت جمشید پس از انقلاب ۱۳۵۷[۴]
- تلاش برای تعدیل برج جهان‌نما[۱۴]
- کوشش برای حفظ آثار باستانی تنگه بلاغی و مجموعه پاسارگاد در جریان ساخت سد سیوند[۱۴]
- سرپرستی کاوش رصدخانه مراغه ۱۳۵۶-۱۳۵۱ [۱۵]

## آثار
تألیف

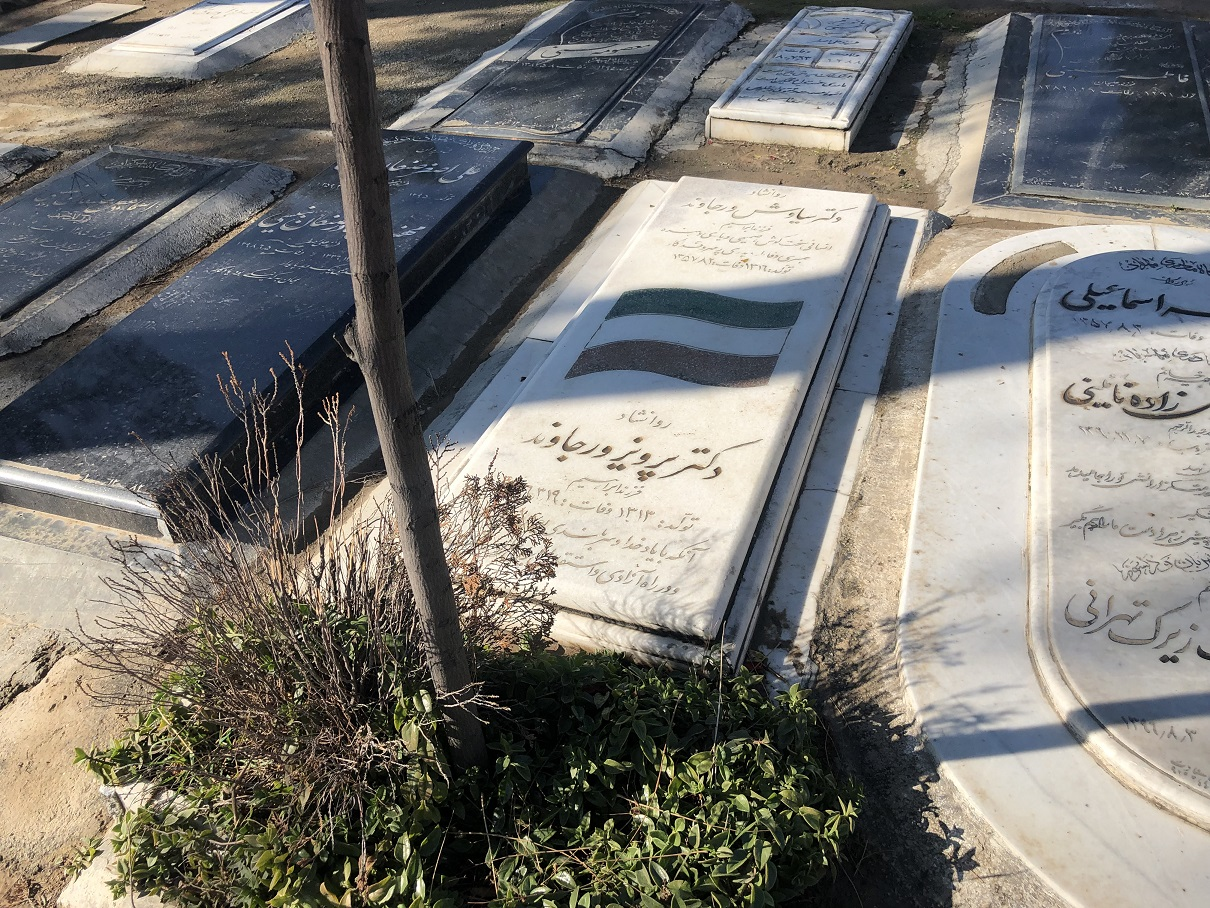
مزار ورجاوند در بهشت زهرا

- کاوش رصدخانه مراغه و نگاهی به پیشینه دانش ستاره‌شناسی در ایران، تهران، انتشارات امیرکبیر، ۱۳۶۶.
- سرزمین قزوین، سابقه تاریخی و آثار باستانی و بناهای تاریخی سرزمین قزوین
- ایران و قفقاز ـ اران و شروان
- همه هستی‌ام نثار ایران (یادنامه استاد غلامحسین صدیقی)
- پیشرفت و توسعه بر بنیاد هویت فرهنگی
- کاوش آثار ایران در موزه‌های اتحاد جماهیر شوروی
- میراث تمدن ایرانی در سرزمین‌های آسیایی اتحاد شوروی
- روش بررسی و شناخت علمی ایلات و عشایر
- سفرنامه جنوب- سیر و سفری در کناره‌ها و جزایر خلیج‌فارس و دریای عمان
- آثار تاریخی و معماری چوبی شهر تاریخی حاجی طرخان «آستراخان»
- شناسنامه شهر شیراز
- فهرست انتشارات دانشگاه‌ها و موسسات آموزش عالی

ترجمه
- سبک‌شناسی هنر معماری در سرزمین‌های اسلامی نوشته ج. هواگ
- خراسان و ماوراءالنهر (آسیای میانه)؛ نوشته آ. بلنیتسکی

همکاری‌های در پروژه‌های تحقیقاتی و علمی
- دائرةالمعارف تشیع در هفت جلد
- دانشنامه جهان اسلام
- دانشنامه بزرگ فارسی
- اطلس تاریخ ایران، سازمان نقشه‌برداری کشور
- پایتخت‌های ایران، سازمان میراث فرهنگی
- دانشنامه زنان ایران

### بزرگ‌داشت و یادنامه
انجمن دیده‌بان یادگارهای فرهنگی و طبیعی ایران در دو نوبت یاد استاد ورجاوند را با برپایی همایش‌هایی گرامی داشت. نخست، در همکاری یارانش در همایشی که «پایگاه اطلاع‌رسانی برای نجات یادمان‌های باستانی» به مدیریت علیرضا افشاری برگزار کرده بود؛ همایش «ایران ورجاوند» (بزرگ‌داشتِ شادروان استاد پرویز ورجاوند ـ تالار ابن‌سینای دانشگاه علوم پزشکی تهران، دوم امردادماه ۱۳۸۶)، با سخنرانی استادانی که هر کدام به بخشی از دغدغه‌های فرهنگی آن شادروان پرداختند: ناصر تكميل‌همايون (ايران فرهنگی)؛ هوشنگ طالع (تاريخ تجزيهٔ ايران)؛ داوود هرميداس باوند (لزوم رفع ابهامات مرزی ايران و عراق، و پی‌گيری خسارات ناشی از تحميل جنگ از عراق)؛ قدرت‌الله جعفری (پيشينهٔ زبان فارسی در آذربايجان)؛ محمدعلی دادخواه (پروندهٔ ملی سد سيوند)؛ به همراه اجرای موسيقی گروه سارنگ. و نیز  همایش «ایران ورجاوند ۲» که خودِ دیده‌بان یادگارهای فرهنگی و طبیعی ایران برگزارکننده‌اش بود؛ مرکز مشارکت‌های مردمی ورشو ـ ۲۶ خرداد ۱۳۸۷، با سخنرانی استادان: ادیب برومند (منش دکتر ورجاوند)، هوشنگ طالع (نقش ارتش در دفاع مقدس)، مرتضی ثاقب‌فر (هدف‌های ناسیونالیسم در ایران)، عبدالمجید ارفعی (گِل‌نوشته‌های تخت‌جمشید) و افشین جعفرزاده (ورجاوند و دغدغه‌های یک‌پارچگی سرزمینی). 
کتاب «ارج ورجاوند، یادنامه دکتر پرویز ورجاوند» یادنامه‌ای است به پاس بیش از پنجاه سال فعالیت علمی و فرهنگی پرویز ورجاوند به کوشش شاهین آریامنش تهیه و توسط شرکت سهامی انتشار طبع و منتشر شده‌است. این کتاب شامل مقاله‌های از ناصر تکمیل همایون، محمدابراهیم زارعی، زهره زرشناس، سید جواد میری، اسماعیل یغمایی و شماری پژوهشگر دیگر است. کتاب «ارج ورجاوند، یادنامه دکتر پرویز ورجاوند» در بنیاد موقوفات افشار رونمایی شد.